# 范文虎

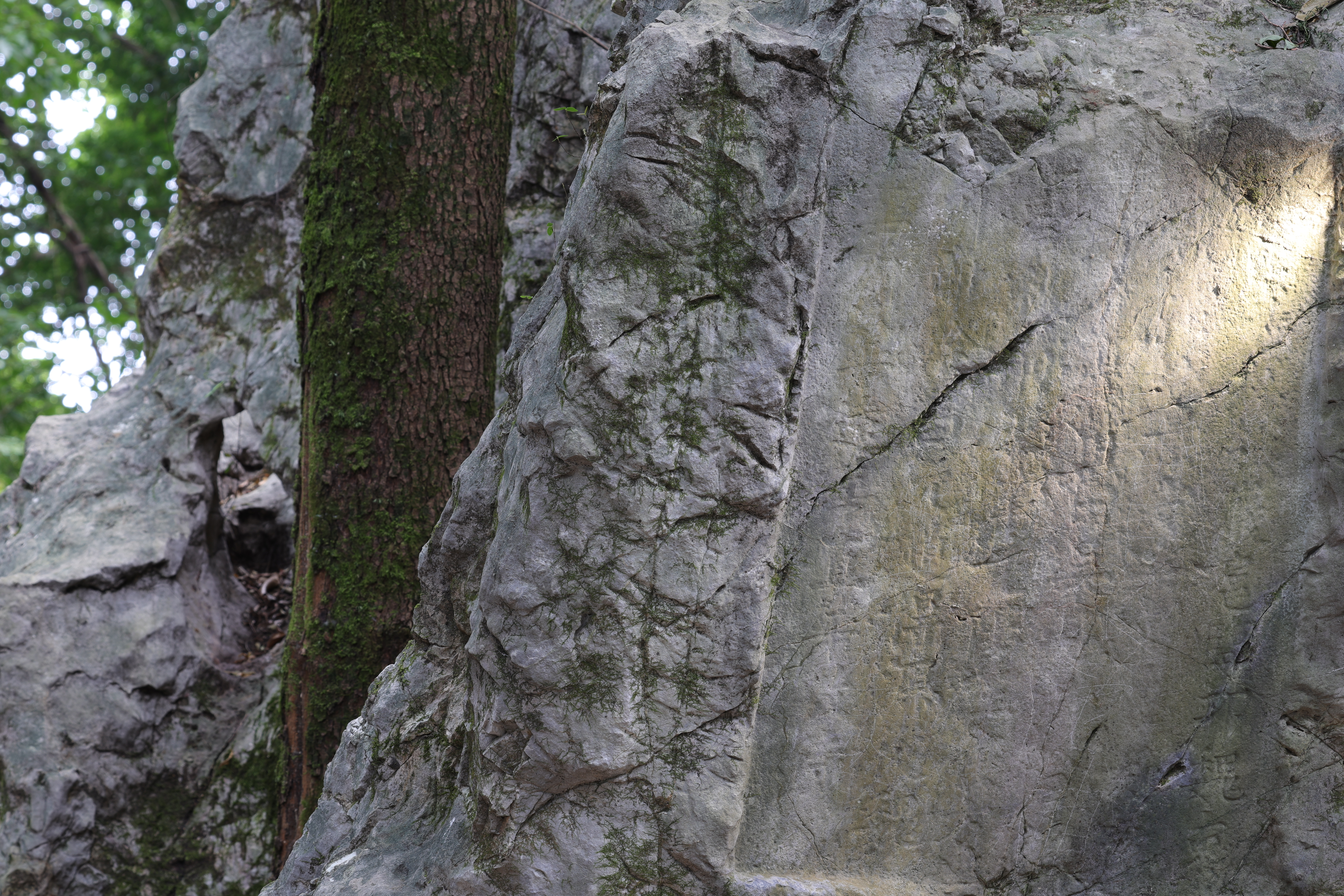
景定辛酉（1261），范文虎與賓客在杭州排衙石介亭留下的題名。

范文虎（—1302年），隆州仁寿人。南宋權臣賈似道的女婿，后向元朝投降，担任兩浙大都督、中書右丞等职，并參與忽必烈第二次征日之戰。
宋度宗咸淳三年（1267年），元軍長驅直下，圍攻重鎮襄陽、樊城，襄樊被困三年，賈似道一直對度宗封鎖消息，並將洩密者誅殺，“由是边事虽日急，无敢言者。”咸淳六年（1270年），南宋以李庭芝督軍援襄樊，范文虎不受李庭芝節制，賈似道竟命范文虎從中牽制李庭芝。咸淳八年（1272年）三月，樊城外城被元軍攻破，宋軍只好退守內城。賈似道遣范文虎前往，文虎“日攜美妾，走馬擊球軍中為樂”。咸淳九年正月，张贵与范文虎约定在龙尾洲两面夹攻元军。范文虎竟违约，以风雨惊疑，退屯30里。張貴戰敗被殺。後來失守襄樊，襄樊失陷之后，陈宜中请杀范文虎，賈似道為掩飾其咎，僅降一职，出任安慶知府，後在安慶降元。
元朝時任兩浙大都督。至元十八年（1281年）征日本，史稱“弘安之役”，至日本壹岐、平戶等島，八月一日遇颱風，臨陣脫逃，竟將十餘萬遠征軍將士遺棄在海島上，報稱敗狀，並歸咎厲德彪、王國佐等。
至元二十一年（1284年）十一月庚子，范文虎為中書左丞，商且樞密院事。後來，忽必烈透之前征日本之役逃回京師的3位倖存者而得知真相，范文虎被革职查办。
1302年，范文虎去世。
范文虎与其妻陈氏的合葬墓位于今安徽安庆棋盘山，1956年考古发掘确认。

## 姻親關係争议
有人说范文虎是賈似道的女婿，但是也有说他是吕文德的女婿。

## 延伸阅读
[在维基数据编辑]
 《新元史/卷177》，出自柯劭忞《新元史》